# Kenneth B. Wiberg
Kenneth Berle Wiberg (* 22. September 1927 in Brooklyn) ist ein US-amerikanischer Chemiker (Physikalische Organische Chemie). Er ist Emeritus Professor an der Yale University.
Wiberg studierte am Massachusetts Institute of Technology (MIT) mit dem Bachelor-Abschluss 1948 und wurde 1950 an der Columbia University promoviert. Danach war er zuerst Instructor, 1952 Assistant Professor und 1958 Professor an der University of Washington. 1960 wurde er Professor in Yale, wo er 1968 bis 1971 der Fakultät vorstand und 1968 Whitehead Professor wurde.
1957/58 war er Gastprofessor in Harvard.
Er befasst sich mit Stereochemie und Kinetik organischer Reaktionen, speziell Oxidationen und Umlagerungen, und Synthese und Reaktionen hochgespannter Verbindungen.
Er ist Mitglied der National Academy of Sciences (1967), der American Association for the Advancement of Science (1978) und der American Academy of Arts and Sciences (1968). 1958 war er Sloan Research Fellow und 1961 Guggenheim Fellow.
1988 erhielt er den Arthur C. Cope Award, 1992 die Pauling-Medaille und 1974 den J. F. Norris Award in Physikalischer Organischer Chemie.

## Schriften
- Physical Organic Chemistry, Wiley 1964
- mit Oktay Sinanoğlu Sigma Molecular Orbital Theory, Yale University Press 1970
- mit Bernard J. Nist The Interpretation of NMR Spectra, Benjamin 1962
- Computer programming for chemists, Benjamin 1965
- Laboratory Technique in Organic Chemistry, McGraw Hill 1960
- Herausgeber Oxydation in Organic Chemistry, 4 Bände, Academic Press 1965